# Mandu

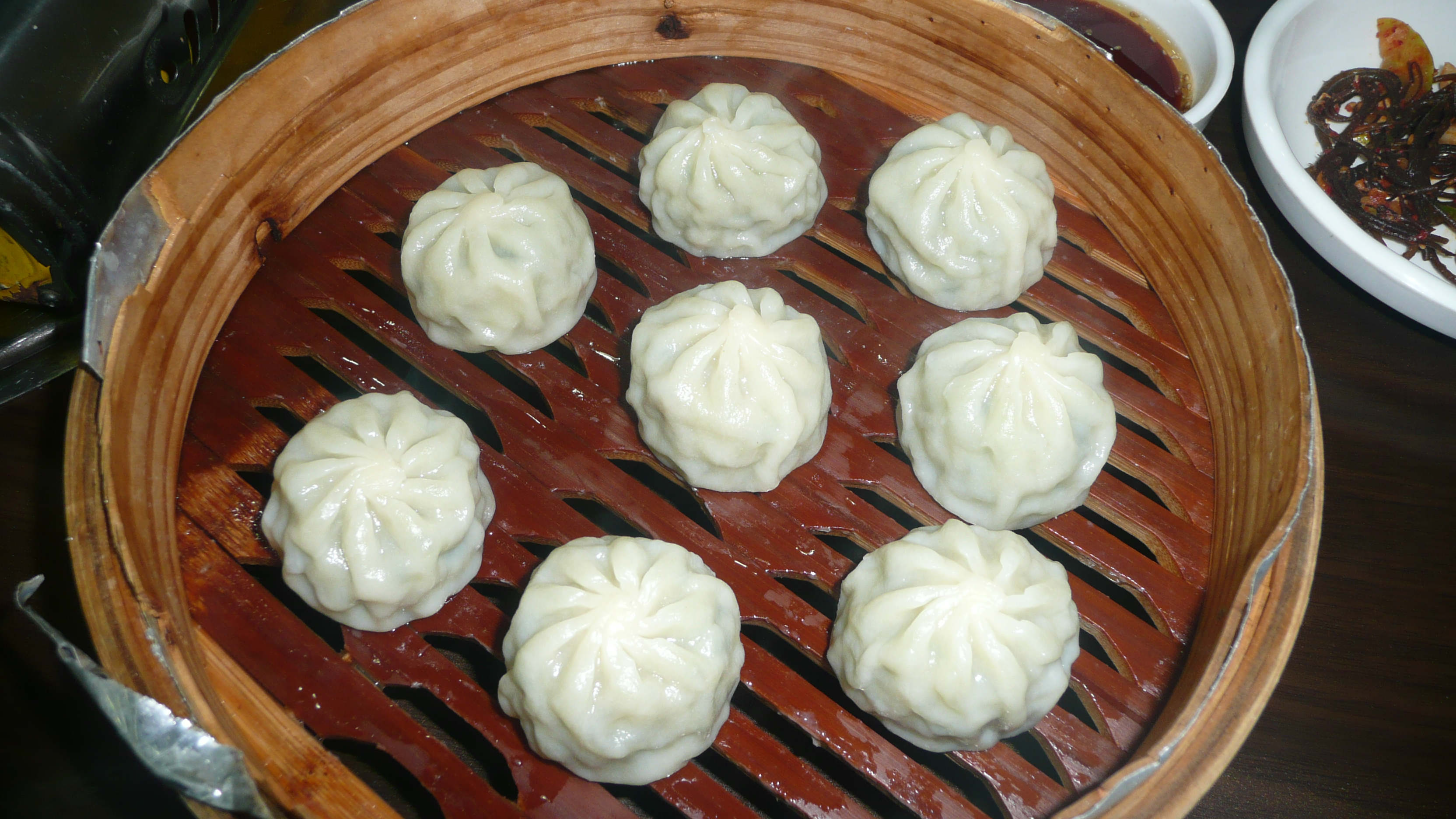
Mandu

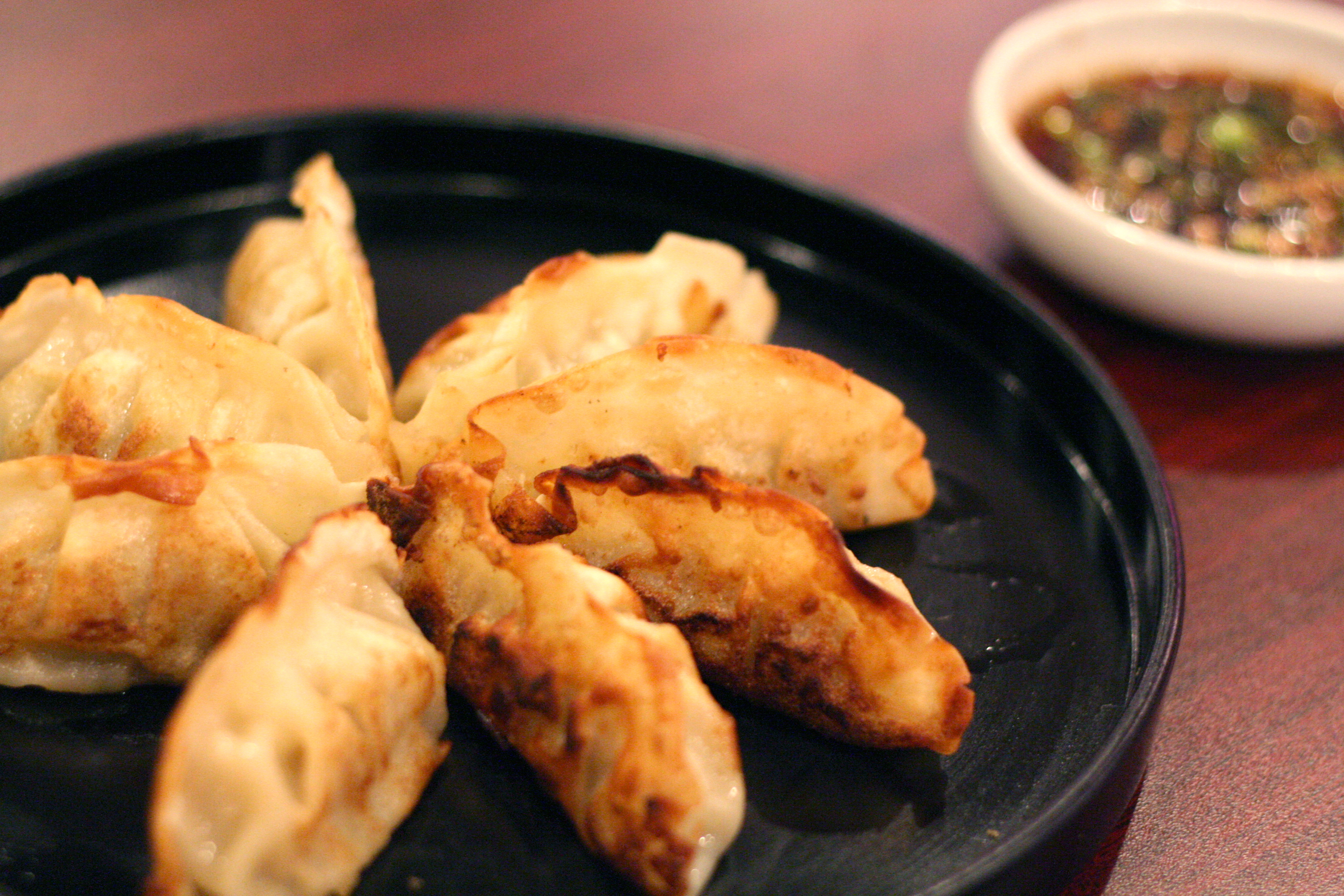
Gunmandu

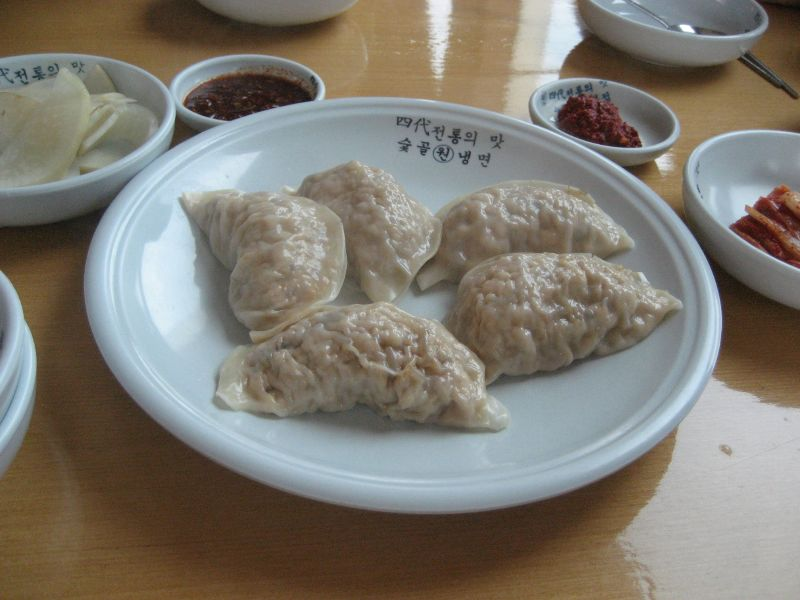
Kimchi Mandu

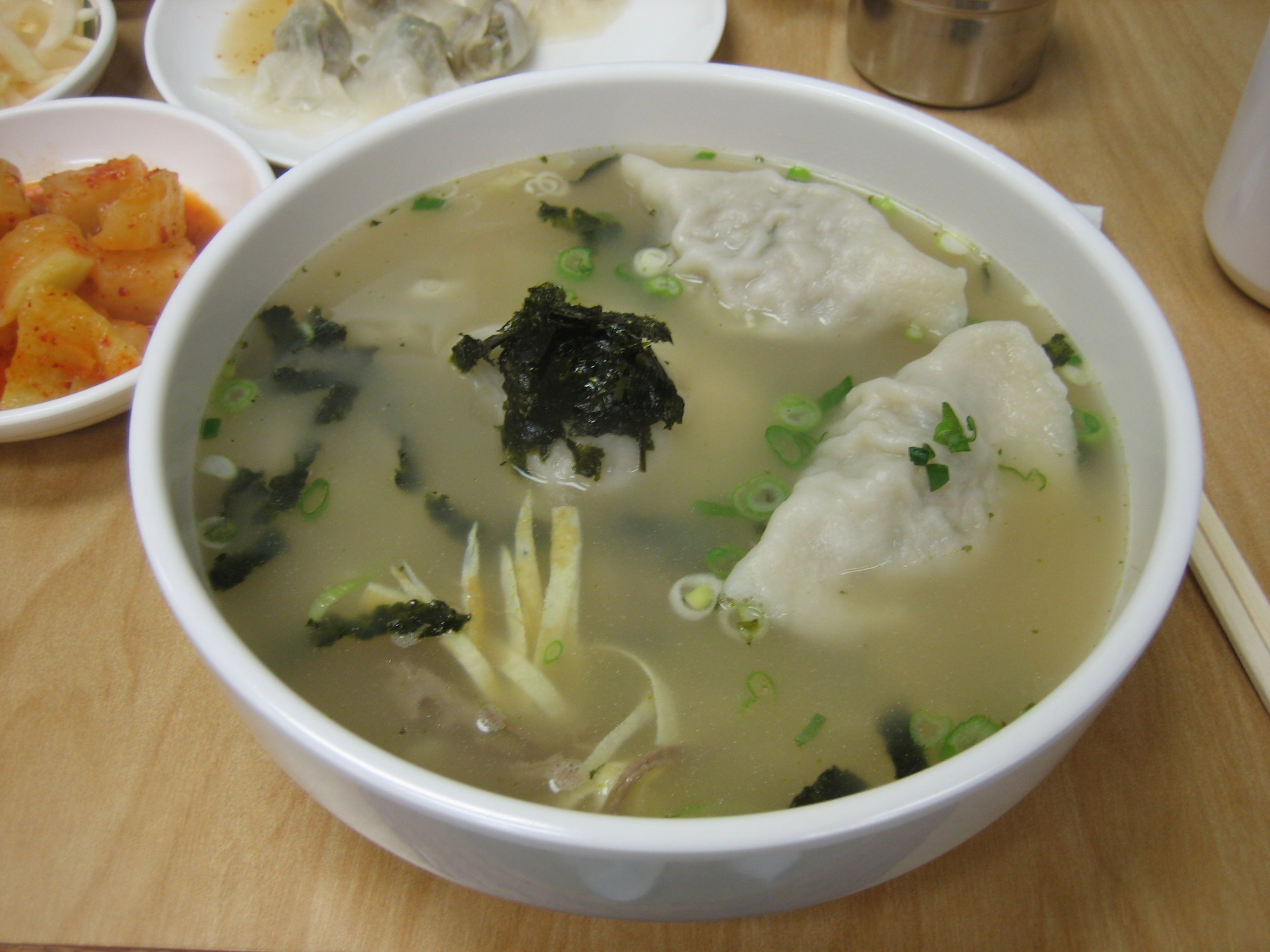
Manduguk

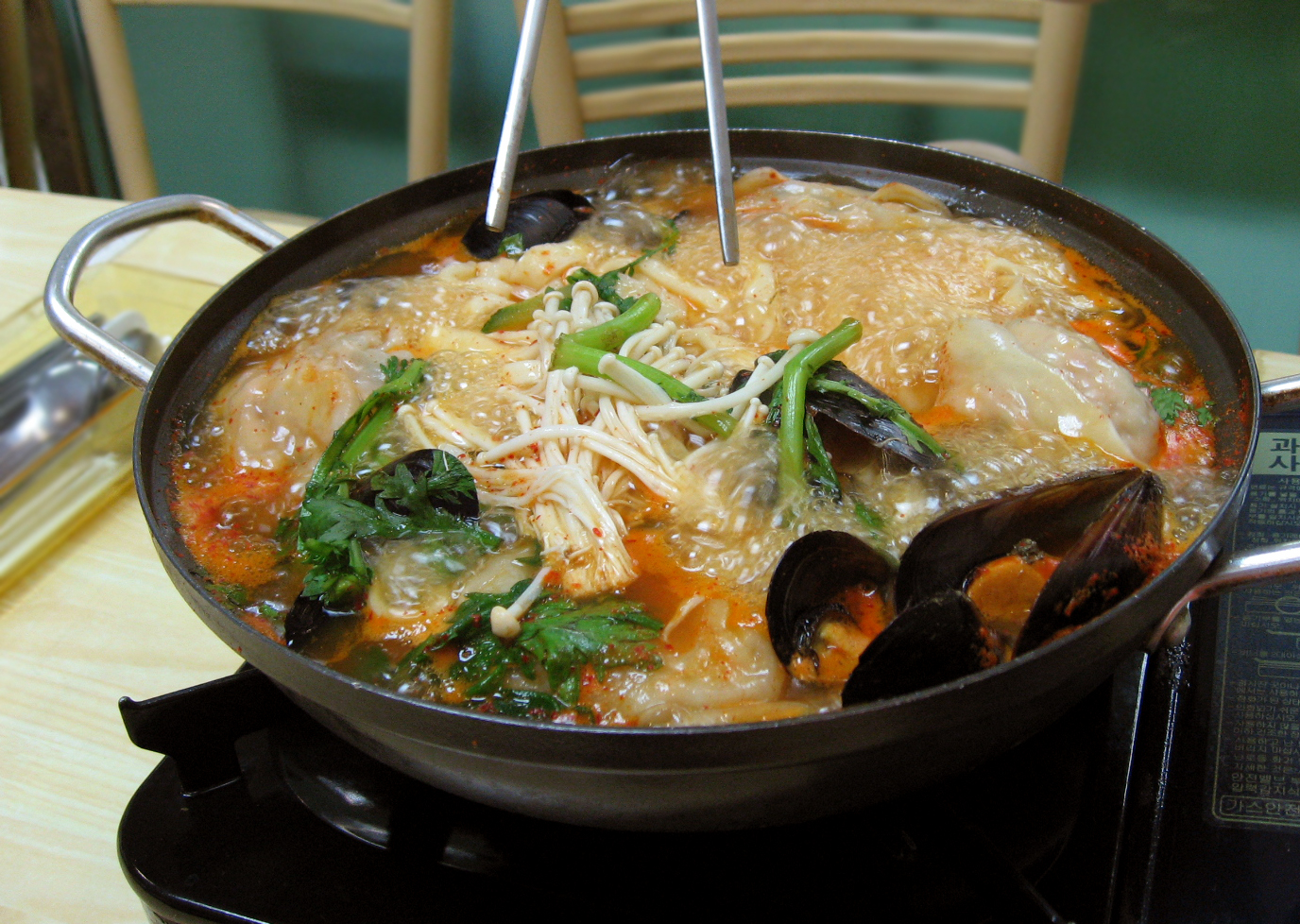
Mandu Jeongol

Mandu (kor. 만두, 饅頭) sind in der koreanischen Küche Teigtaschen mit einer Füllung aus Hackfleisch, ähnlich den Maultaschen. Möglich sind auch verschiedene Gemüse-Füllungen, darunter Kimchi.

## Varianten
Es gibt, neben den verschiedenen Füllungen, unterschiedliche Zubereitungsarten. Man kann sie kochen, dämpfen oder anbraten. Sie ähneln den Pelmeni und Piroggen der slawischen Küche und den Bansch, Buuds (gedämpft) oder Chuuschuur (frittiert) der mongolischen Küche.
Mandu werden relativ häufig in der angebratenen Variante zusammen mit sesambestreuter Sojasauce als Vorspeise in koreanischen Restaurants serviert. In der koreanischen Küche ist die Füllung der Stücke ähnlich den türkischen Mantı, den chinesischen Jiaozi und den japanischen Gyoza. Wenn die Teigtaschen angebraten wurden, werden sie Gunmandu (kor. 군만두) genannt. Mandu werden auch in Suppen dargeboten (kor. Manduguk) oder als Bestandteile in Eintöpfen (kor. Jeongol) genutzt.

## Herkunft
Der Name leitet sich von den chinesischen Mantou ab, gedämpften Hefekloß mit oder ohne Füllung. Diese sollen einer Legende nach der Zeit der Drei Reiche entstammen, als Zhuge Liang, ein Militärführer der Shu Han, die Sitte einführte, gedämpfte Brotstücke als Imitationen der Köpfe von Gefangenen zu kneten.
Eine andere Überlieferung geht davon aus, dass die Teigtaschen durch die Mongolen während der Goryeo-Herrschaft nach Korea gebracht worden sind.